# Kasakhstan ved sommer-OL 2024
 Der er for få eller ingen kildehenvisninger i denne artikel, hvilket er et problem. Du kan hjælpe ved at angive troværdige kilder til de påstande, som fremføres i artiklen.

Kasakhstan deltog ved Sommer-OL 2024 i Paris fra 26. juli til 11. august 2024. Dette er nationens ottende optræden i træk ved sommer-OL i den post-sovjetiske æra.

## Medaljer
| 2024 Paris | Guld | Sølv | Bronze | Total |
| Kasakhstan | 1    | 3    | 3      | 7     |

### Medaljevinderne
| Kasakhstan under sommer-OL 2024 i Paris | Kasakhstan under sommer-OL 2024 i Paris | Kasakhstan under sommer-OL 2024 i Paris | Kasakhstan under sommer-OL 2024 i Paris     | Kasakhstan under sommer-OL 2024 i Paris |
| Medalje                                 | Navn                                    | Sport                                   | Event                                       | Dato                                    |
| --------------------------------------- | --------------------------------------- | --------------------------------------- | ------------------------------------------- | --------------------------------------- |
| Guld                                    | Jeldos Smetov                           | Judo                                    | 60 kg herrer                                | 27. juli                                |
| Sølv                                    | Nariman Kurbanov                        | Gymnastik                               | Herrernes bensving                          | 3. august                               |
| Sølv                                    | Demeu Zhadrayev                         | Brydning                                | Herrernes 77 kg-klassen, græsk-romersk stil | 7. august                               |
| Sølv                                    | Nurbek Oralbay                          | Boksning                                | Herrernes 80 kg                             | 7. august                               |
| Bronze                                  | Alexandra Le Islam Satpajev             | Skydning                                | 10 m luftrifle blandet lag                  | 27. juli                                |
| Bronze                                  | Ğusman Qyrğyzbajev                      | Judo                                    | 66 kg herrer                                | 28. juli                                |
| Bronze                                  | Nazym Kyzaibay                          | Boksning                                | Damernes 50 kg                              | 6. august                               |